# Asparagus aethiopicus
Asparagus aethiopicus (tiếng Anh gọi là Sprenger's asparagus, Asparagus fern và foxtail fern) là một loài cây bản địa Cape Provinces và Northern Provinces của Cộng hòa Nam Phi. Dù thường là cây cảnh, nó trở thành cây xâm lấn ở nhiều nơi. Dù được gọi là "fern" (dương xỉ), đây không phải một loài dương xỉ. A. aethiopicus và A. densiflorus từng được coi là chung một loài, nên thông tin về A. aethiopicus hay mang danh A. densiflorus.

## Phân bố
Asparagus aethiopicus bản xứ vùng ven biển đông nam Nam Phi, Đông Cape và Northern Provinces (các tỉnh miền bắc).
Ở Hoa Kỳ, nó được coi là cây xâm lấn tại Hawaii, và Florida. Nó còn là cây xâm lấn ở New Zealand, và đã được xác nhận xung quanh các khu vực đô thị lớn ở Úc bao gồm Sydney, Wollongong, Central Coast, Đông Nam Queensland và Adelaide, cũng như đảo Lord Howe và đảo Norfolk. Hạt của chúng được chim phát tán. Có thể diệt loài cây này bằng cách phun glyphosat, hay nhổ củ bằng tay.

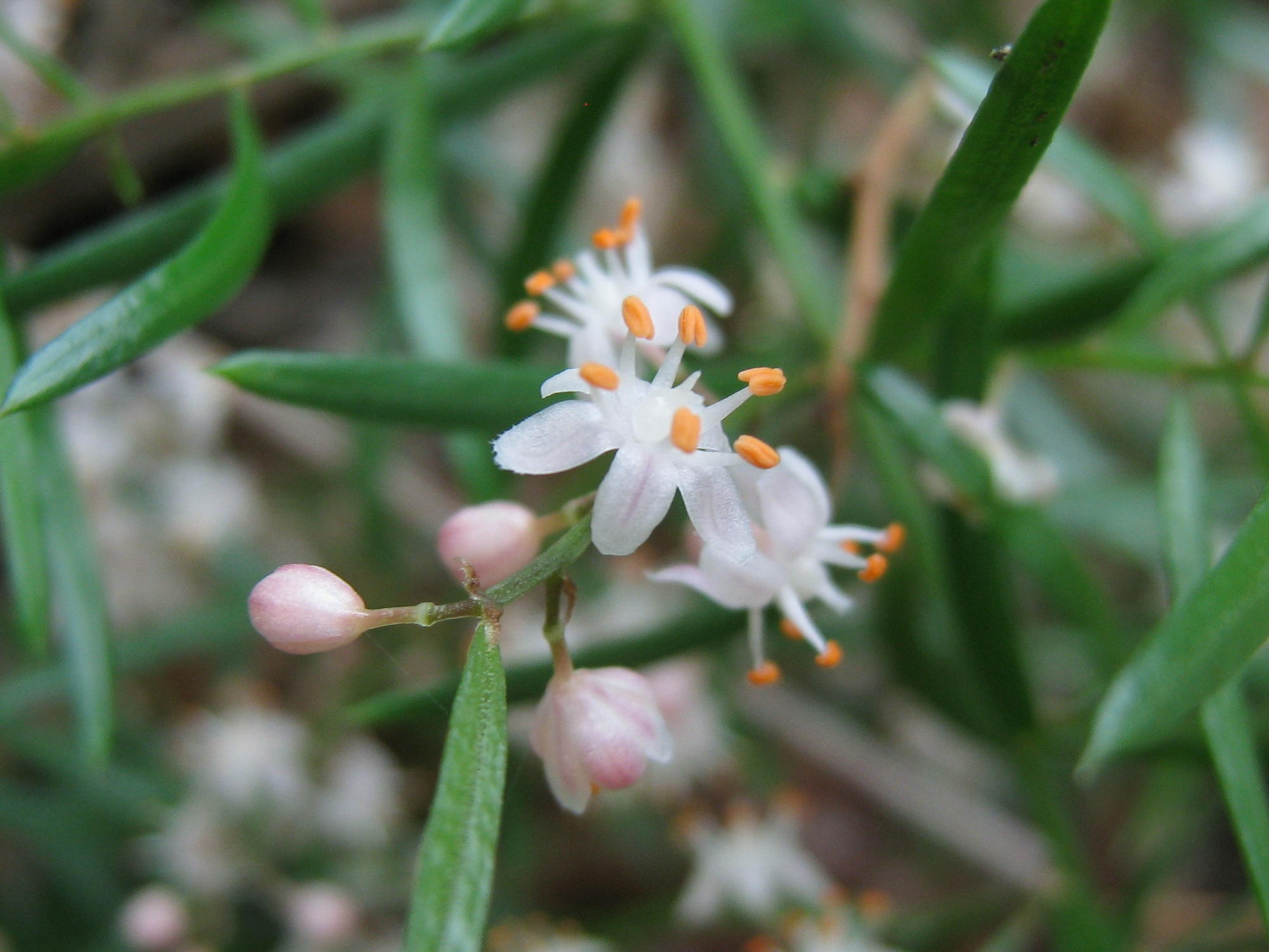
Hoa
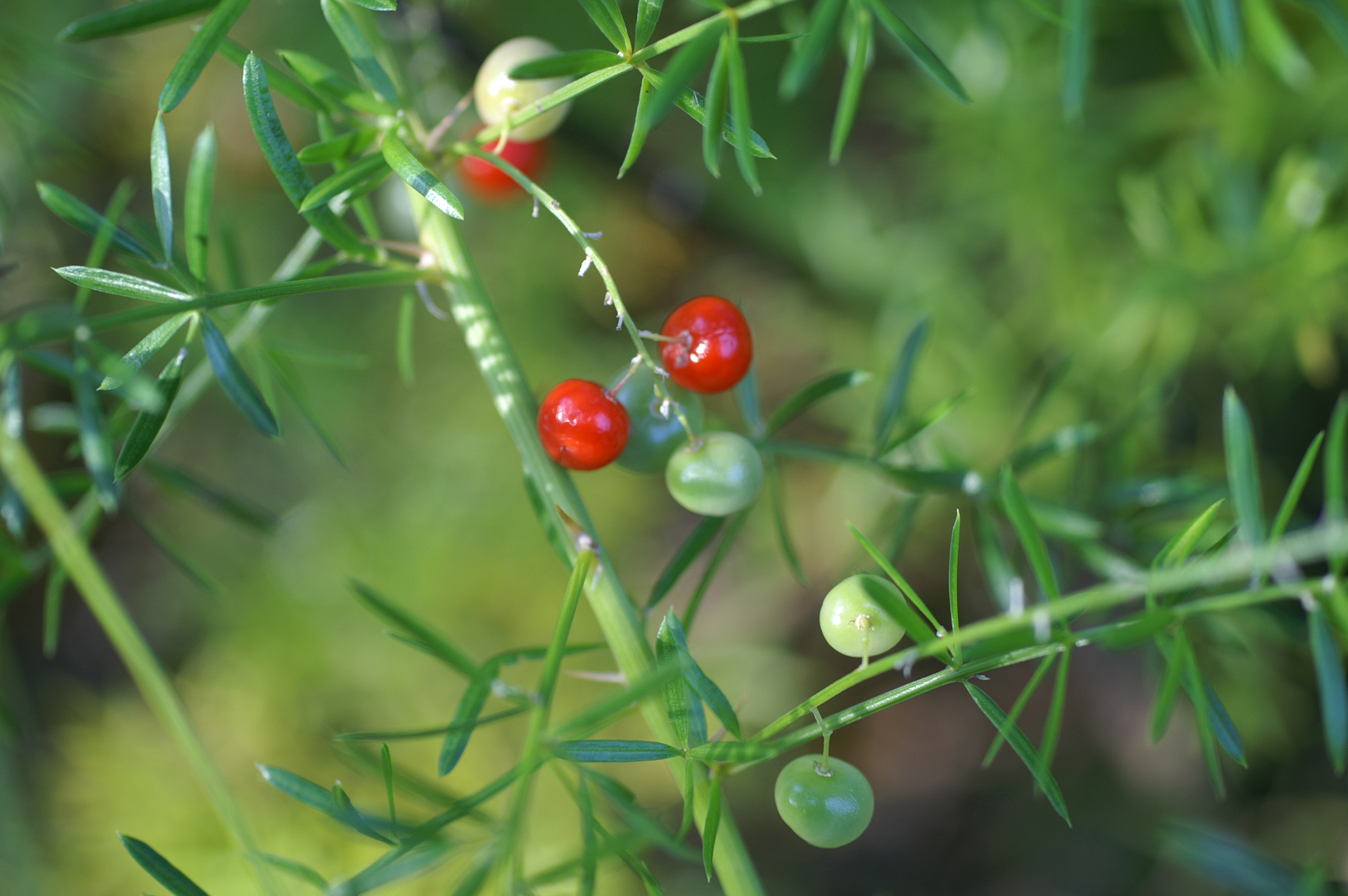
Trái
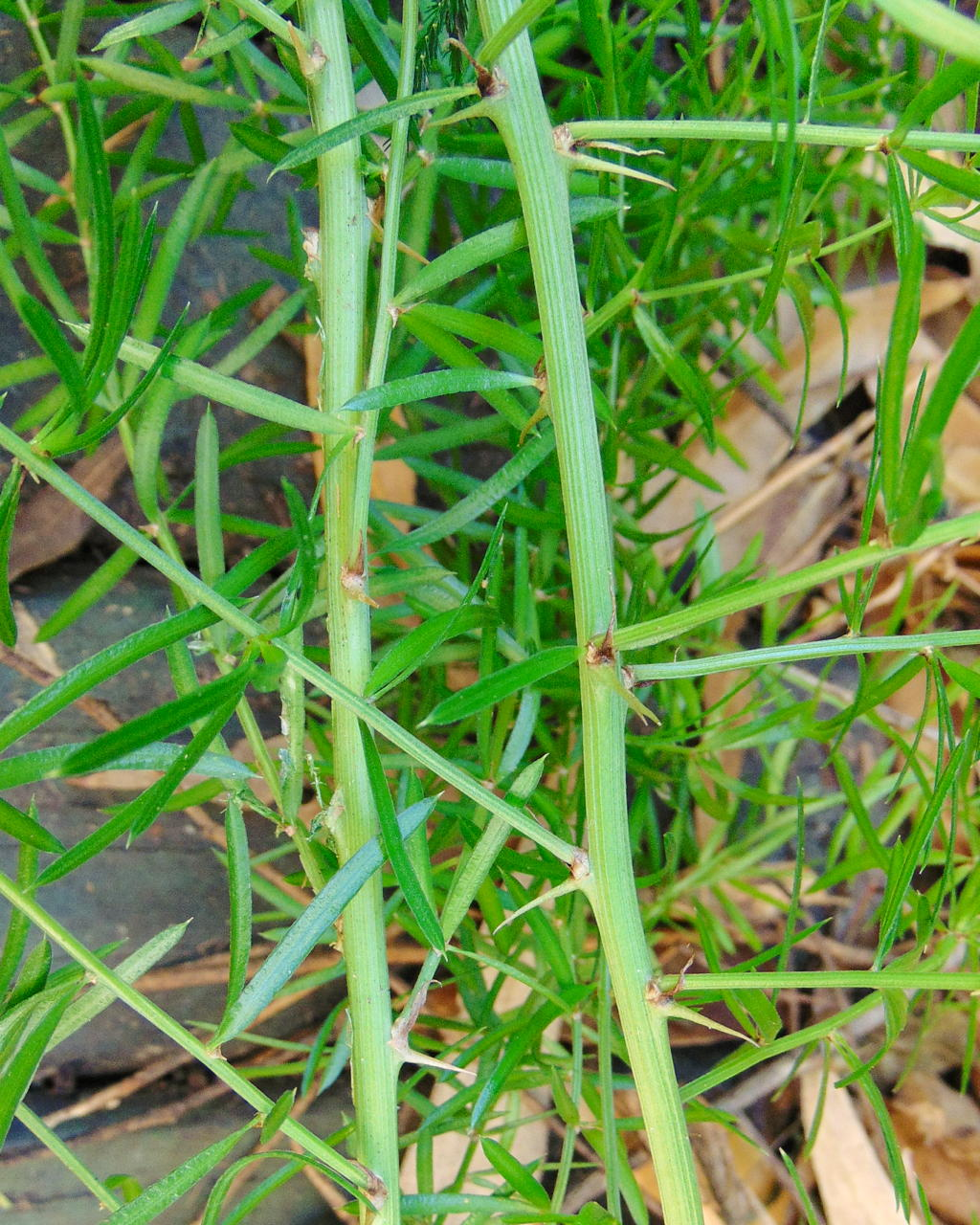
Gai